# Sandro Sambugaro
Sandro Sambugaro (ur. 6 lipca 1965 w Gallio) – włoski skoczek narciarski. Najlepsze wyniki w Pucharze Świata osiągnął w sezonie 1986/1987, kiedy zajął 57. miejsce w klasyfikacji generalnej.
Wystąpił na igrzyskach olimpijskich w Sarajewie i Calgary oraz mistrzostwach świata w Seefeld in Tirol, Oberstdorfie i Lahti, ale bez sukcesów. Odnosił sukcesy na arenie krajowej, zdobywając złoty (1987), srebrny (1984) oraz brązowy (1990) medal mistrzostw Włoch w skokach. 
Zwyciężył w Turnieju Schwarzwaldzkim w 1988.

## Puchar Świata

### Miejsca w klasyfikacji generalnej
- sezon 1985/1986: 59
- sezon 1986/1987: 57
- sezon 1987/1988: 59
- sezon 1988/1989: 61

## Igrzyska olimpijskie
- Indywidualnie
  - 1984 Sarajewo (YUG) – 44. miejsce (duża skocznia), 42. miejsce (normalna skocznia)
  - 1988 Calgary (CAN) – 39. miejsce (duża skocznia), 46. miejsce (normalna skocznia)

## Mistrzostwa świata
- Indywidualnie
  - 1985 Seefeld in Tirol (AUT) – 52. miejsce (normalna skocznia)
  - 1987 Oberstdorf (RFN) – 16. miejsce (duża skocznia), 9. miejsce (normalna skocznia)
  - 1989 Lahti (FIN) – 15. miejsce (duża skocznia), 57. miejsce (normalna skocznia)